# Диксон (Калифорнија)
Диксон (енгл. Dixon) град је у америчкој савезној држави Калифорнија. По попису становништва из 2010. у њему је живело 18.351 становника.

## Демографија
Према попису становништва из 2010. у граду је живело 18.351 становника, што је 2.248 (14,0%) становника више него 2000. године.
| Група             | 2000.         | 2010.         |
| Белци             | 9.318 (57,9%) | 9.038 (49,3%) |
| Афроамериканци    | 311 (1,9%)    | 562 (3,1%)    |
| Азијати           | 501 (3,1%)    | 671 (3,7%)    |
| Хиспаноамериканци | 5.414 (33,6%) | 7.426 (40,5%) |
| Укупно            | 16.103        | 18.351        |